# Planeet negen
Planeet negen (Engels: Planet Nine), is een veronderstelde planeet die zich in het buitenste gedeelte van het zonnestelsel - ver buiten de baan van Neptunus - zou bevinden. Een hypothetische planeet zou de verklaring kunnen zijn voor het opmerkelijke gedrag dat een aantal Transneptunische objecten in het buitengebied van de Kuipergordel vertoont. Konstantin Batygin en Michael E. Brown, wetenschappers aan de Caltech Universiteit, kondigden op 20 januari 2016 hun ontdekking aan, die gebaseerd is op dynamische modellen, en niet op visuele waarnemingen.

## Eigenschappen

### Baan
Planeet negen zou een bijna circulaire excentrische baan rond de Zon volgen op een afstand van 400 tot 500 AE van de Zon. Eerdere voorspellingen gingen uit van een sterk elliptische baan op veel grotere afstand van de Zon in een baan van 1200 bij 200 AE met een excentriciteit van 0,6.

### Grootte

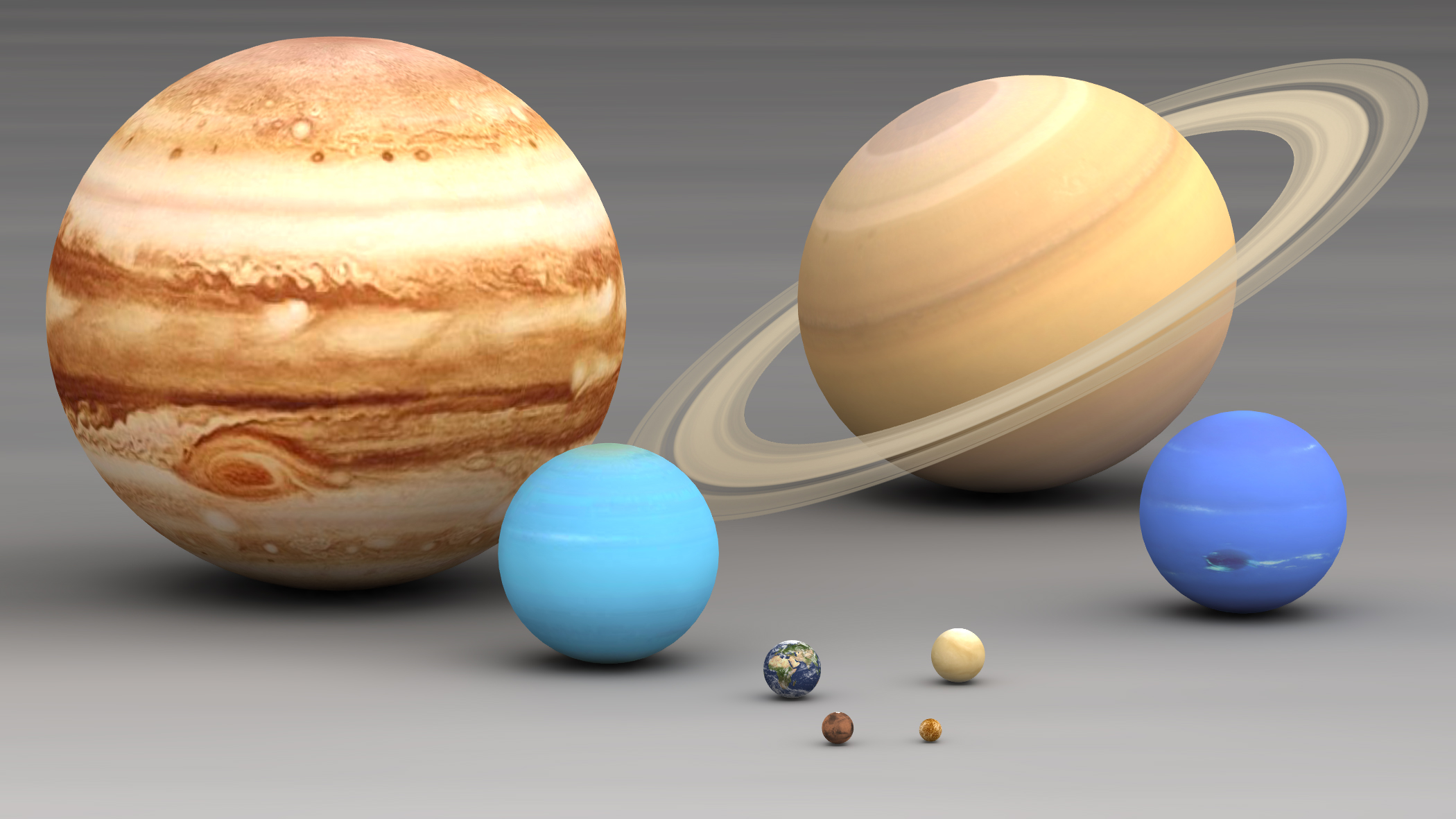
Planeet negen zou qua samenstelling lijken op de ijsreuzen Uranus (blauw links) en Neptunus (rechts) maar volgens recentere berekeningen een stuk kleiner zijn.

Aanvankelijk schatte men dat Planeet negen een massa heeft die ongeveer tien keer zo groot is als die van de Aarde. Andere schattingen spreken van een massa tussen de "vijf en vijftien keer" die van de Aarde. De diameter zou twee tot vier keer die van de Aarde zijn. Na later onderzoek ging Brown eind 2018 ervan uit dat de massa van Planeet negen zes maal de massa van de Aarde is. In februari 2019 was dit bijgesteld naar 5 maal de massa van de Aarde. Anno 2024 gaat Brown uit van 6,6 keer de massa van de Aarde. Infraroodonderzoek uit 2009 door de Wide-field Infrared Survey Explorer sluit deze geschatte grootte niet uit: een object ter grootte van Neptunus voorbij 700 AE is mogelijk. Bij een vergelijkbare zoektocht uit 2014 naar hemellichamen met een massa van Jupiter aan de rand van het zonnestelsel tot een afstand van 26.000 AE werd niets gevonden.

### Samenstelling
Brown vermoedt dat de planeet een ijsreus is, vergelijkbaar met Neptunus en Uranus. Dat zou betekenen dat ze vooral bestaat uit rots en ijs, met een relatief kleine hoeveelheid gas.

## Naamgeving
Brown en Batygin gebruikten tijdens hun onderzoek verschillende namen voor de hypothetische planeet, waaronder "Jehosafat" en "George." Brown zei dat ze tegen elkaar meestal de term "Fatty" ("dikzak") gebruikten. Tot 2014 werd er gespeculeerd over een mogelijk trans-Neptunisch hemellichaam met een massa die vijf tot tien keer zo groot is als die van de Aarde. Dit hypothetisch object werd "Telesto" genoemd.
Meer dan honderd jaar lang was de term Planeet X in zwang voor tot nog toe onontdekte objecten die zich aan de rand van het Zonnestelsel zouden bevinden. Verschillende astronomen onthouden zich echter van deze term. Sinds 2006, toen Pluto zijn status als volwaardige planeet verloor - hij geldt sindsdien als dwergplaneet - wordt Planeet X steeds minder gebruikt: de naam zou verwijzen naar een tiende planeet (de X staat voor de Romeinse tien). Dit terwijl men feitelijk op zoek is naar een negende planeet. De dwergplaneet Pluto was tot 2006 geclassificeerd als een planeet, de negende vanaf de zon gerekend.

## Indirecte aanwijzingen voor het bestaan van Planeet negen

De baan van zes Transneptunische objecten leidde naar de hypothese van een verre planeet

Volgens een theorie uit 2016 zou het bestaan van Planeet negen goed het gedrag van zes Transneptunische objecten verklaren. De zes objecten bevinden zich in een elliptische baan om de Zon die grotendeels buiten de Kuipergordel ligt. De data laten zien dat de objecten een vergelijkbare baan beschrijven, in grofweg hetzelfde platte vlak. Volgens berekeningen en simulaties van Batygin en Brown is er een kans van 0,007 procent dat het gedrag van de objecten op toeval berust. Planeet negen zou zich in een tegenovergestelde baan bevinden van de Transneptunische objecten. In 2018 werd een zevende object gevonden, 2015 BP519, dat de theorie ondersteunt.
Van de zes originele objecten met afwijkende banen zijn er vier met een stabiele baan. De banen van de twee anderen worden dusdanig beïnvloed door Neptunus dat ze voor de hypothese van Planeet negen niet bruikbaar zijn. Tot januari 2021 groeide het aantal ontdekte objecten dat op het bestaan van Planeet negen wijst naar dertien.
| Object      | Omlooptijd (in jaren) | Lange as (in AE) | Periapsis (in AE) |
| ----------- | --------------------- | ---------------- | ----------------- |
| 2012 VP113  | 04 300                | 263              | 80                |
| 2004 VN112  | 05 850                | 325              | 47                |
| 2010 GB174  | 06 600                | 361              | 48                |
| 2013 RF98   | 05 600                | 325              | 36                |
| 2015 BP519  | 08 912                | 450              | 35                |
| 2007 TG422  | 11 200                | 501              | 36                |
| 90377 Sedna | 11 400                | 524              | 76                |

### Kritiek
Kort na de publicatie kwam er kritiek op de stelligheid waarmee met een aantal aannames werd gewerkt. NASA wacht op meer bewijs voor de hypothese en wil dat andere verklaringen voor het gedrag van de Transneptunische objecten onderzocht worden. In herfst 2017 liet NASA weten dat de hoek van omloopbanen van vijf objecten in de Kuipergordel ten opzichte van de acht planeten op het bestaan van planeet negen wijzen.

## Vervolgonderzoek
In de herfst van 2017 (toen de aarde aan de juiste kant van het zonnestelsel verkeerde) begon het team onder leiding van Brown en Batygin actief te speuren naar planeet negen. Het zou volgens Brown slechts een kwestie van tijd zijn om deze exact te lokaliseren. In september 2017 brachten Brown en Batygin vijf nachten door bij de Subaru-telescoop van het Mauna Kea-observatorium op Hawaï. Daarna is deze zoektocht tijdelijk gestopt voor periodiek onderhoud van de telescoop. Ondertussen zal de in deze periode opgeslagen data worden geanalyseerd. Batygin acht de kans dat planeet negen reeds in deze data gevonden wordt op 10 tot 15 procent. In december 2017 trachtte men de zoektocht te hervatten maar harde wind maakte het de rest van de zoekperiode onmogelijk de Subaru-telescoop te focussen. Het gebied dat wordt afgespeurd ligt in het sterrenbeeld Orion.
In de loop van 2018 werd op basis van nieuwe berekeningen het zoekgebied verkleind. Er kwamen echter ook astronomen met de theorie dat de gevonden zwaartekracht mogelijk niet door een planeet, maar door de gezamenlijke zwaartekracht van een zwerm kleinere objecten wordt veroorzaakt. Een jaar later kwam daar ook nog de alternatieve theorie bij dat de zwaartekracht afkomstig zou zijn van een zeer klein zwart gat dat ongeveer zo groot is als een honkbal.
Verschillende groepen wetenschappers speuren met de Subaru-telescoop naar de planeet. Mogelijk weerkaatst Planeet 9 zo weinig licht dat hij niet met deze telescoop te vinden valt. Op 23 juni 2025 gaf een sterkere telescoop, deel van het Vera C. Rubin Observatorium, zijn eerste beelden vrij.
In februari 2024 zei Brown dat reeds tachtig procent van het gebied waar de planeet zich kan bevinden was afgespeurd. De planeet was nog niet gevonden. Dit betekent volgens hem dat er nog een resterend gebied is waar deze kan zijn.
In mei 2025 werd de waarschijnlijke vonst van een nieuwe dwergplaneet 2017OF bekendgemaakt. De baan van deze dwergplaneet zou het bestaan van Planeet Negen onwaarschijnlijker maken.

### Bijvangst
Tijdens de zoektocht naar planeet negen werden als bijvangst diverse andere objecten ontdekt waaronder 2018VG18 Farout. Dit was op dat moment het verste tot nog toe gevonden object binnen het zonnestelsel dat mogelijk eigenschappen van een dwergplaneet heeft en op zo’n 120 AE van de zon staat. Een aantal maanden later werd FarFarOut ontdekt dat op 140 AE van de zon staat.